# 過ヨウ素酸
過ヨウ素酸（かヨウそさん、periodic acid）は、ヨウ素のオキソ酸の一種で、過ハロゲン酸。メタ過ヨウ素酸 (HIO4) とオルト過ヨウ素酸 (H5IO6) の2種類があり、単に過ヨウ素酸という場合はメタ過ヨウ素酸のことを示すことが多い。英語名の "periodic acid" は「期間」の意味ではなく、"per-iodic" 過・ヨウ素の意味。また名称に「過」と付いているがヨウ素本来の最高酸化数（+VII, +7）であり、分子内に-O-O-結合は存在せず過酸ではない。
水溶液中では水素イオンと過ヨウ素酸イオンに電離する。また、過ヨウ素酸はジオールを二つのカルボニル化合物へと酸化開裂させることができる。

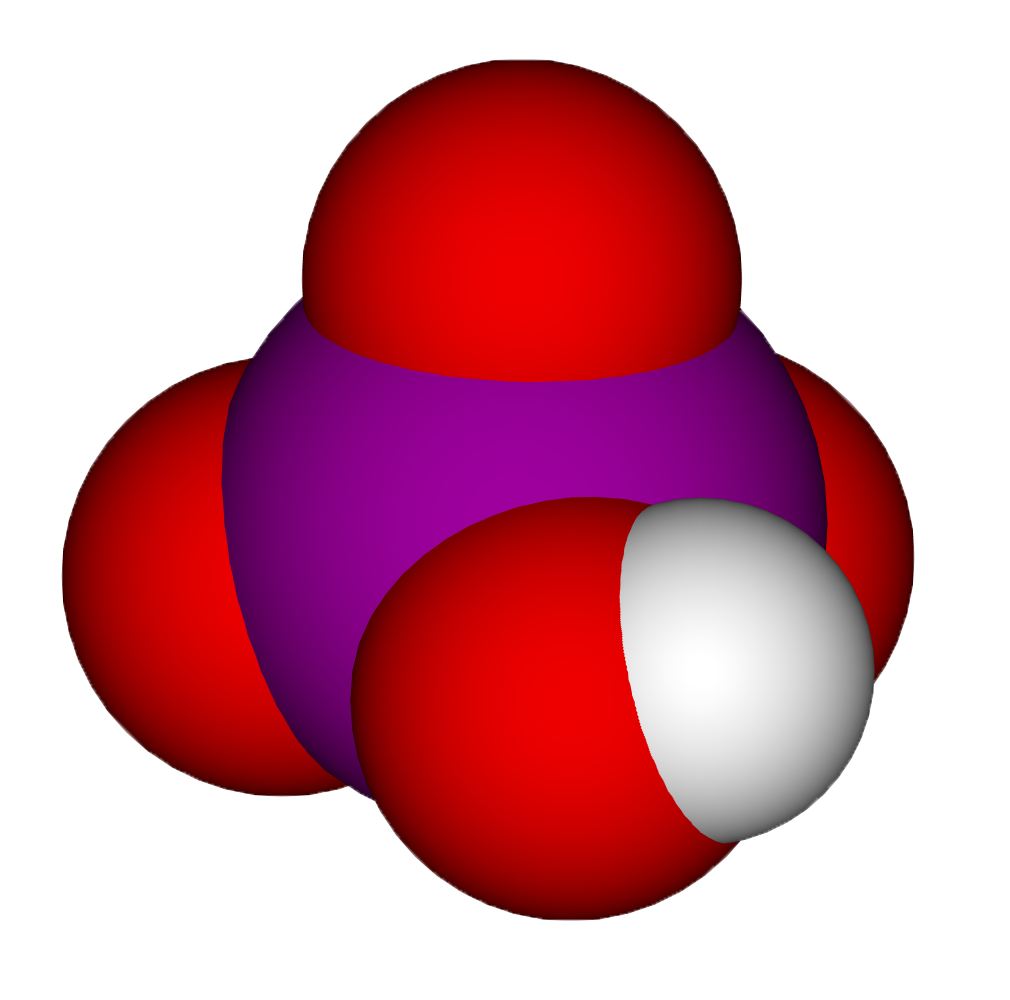
メタ過ヨウ素酸の空間充填モデル
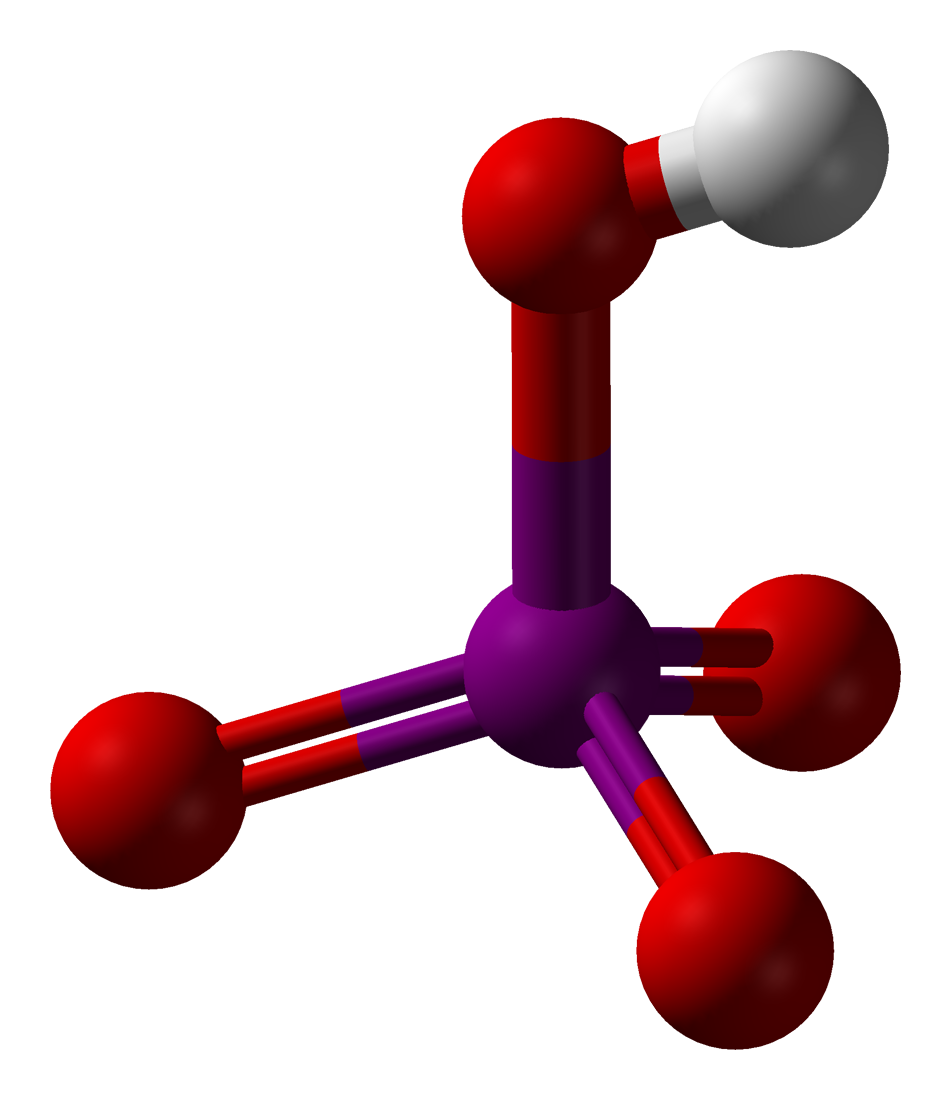
メタ過ヨウ素酸の球棒モデル

## 製法
ヨウ素酸バリウムを加熱分解して得たオルト過ヨウ素酸バリウムに硫酸を反応させると得られる。
{\displaystyle {\ce {5Ba(IO3)2 ->[\Delta] Ba5(IO6)2 + 4I2 + 9O2}}}
{\displaystyle {\ce {Ba5(IO6)2 + 5H2SO4 -> 2H5IO6 + 5BaSO4}}}
またオルト過ヨウ素酸水素バリウムに二酸化窒素を含まない濃硝酸を反応させても得られる。
{\displaystyle {\ce {Ba3H4(IO6)2 + 6HNO3 -> 2H5IO6 + 3Ba(NO3)2}}}
さらにオルト過ヨウ素酸を緩やかに加熱すると132℃で融解し、さらに脱水が始まりメタ過ヨウ素酸が生成する。
{\displaystyle {\ce {H5IO6 ->[\Delta] HIO4\ + 2 H2O}}}

## 化学的性質
オルト過ヨウ素酸は無色の吸湿性の結晶であり、強い酸化作用を示し、マンガン(II)イオンを過マンガン酸イオンまで酸化する。
{\displaystyle {\ce {H5IO6(aq)\ +H^{+}(aq)\ +2{\mathit {e}}^{-}=IO3^{-}(aq)\ +3H2O(l)\ }}},　　　{\displaystyle E^{\circ }=1.603{\mbox{V}}}
{\displaystyle {\ce {5H5IO6(aq)\ + 2Mn^{2+}(aq) -> 5IO3^{-}(aq)\ + 2MnO4^{-}(aq)\ + 11H^+(aq)\ + 7 H2O(l)\ ,}}}

### 水溶液中の電離平衡
オルト過ヨウ素酸は水溶液中では5価の弱酸としての電離平衡が存在するが、第三解離以降は水溶液中での解離は極めて弱い。
{\displaystyle {\ce {H5IO6(aq) <=> H^+(aq)\ + H4IO6^{-}(aq)}}},　　　pKa{\displaystyle {\rm {=3.29}}}
{\displaystyle {\ce {H4IO6^-(aq) <=> H^+(aq)\ + H3IO6^{2-}(aq)}}},　　　pKa{\displaystyle {\rm {=6.7}}}
{\displaystyle {\ce {H3IO6^{2-}(aq)<=> H^+(aq)\ + H2IO6^{3-}(aq)}}},　　　pKa{\displaystyle {\rm {=15}}}
{\displaystyle {\ce {H2IO6^{3-}(aq) <=> H^+(aq)\ + HIO6^{4-}(aq)}}}
{\displaystyle {\ce {HIO6^{4-}(aq) <=> H^+(aq)\ + IO6^{5-}(aq)}}}
さらに配位数変換によりメタ過ヨウ素酸イオンを生成するといった平衡も存在し、水溶液中の挙動はいっそう複雑である。
{\displaystyle {\ce {H4IO6^-(aq) <=> IO4^{-}(aq)\ + 2H2O(l)}}},　　　{\displaystyle K=40\,}
メタ過ヨウ素酸は過塩素酸と同様に著しい強酸であるため、結局酸性水溶液中における平衡は以下のようなものが主となる。
{\displaystyle {\ce {H5IO6(aq) <=> H^+(aq)\ + IO4^{-}(aq)\ + 2H2O(l)}}},　　　{\displaystyle K=2\times 10^{-2}}

### 酸化剤
1,2-ジオール（vic-ジオール）に過ヨウ素酸を加えると、C-C結合が酸化的に開裂して 2分子のカルボニル化合物が得られる。このとき、過ヨウ素酸の環状エステルを中間体として経由する。
{\displaystyle {\ce {> C(OH)-C(OH)<\ + HIO4 ->\ >={O}+ O=<}}}
過ヨウ素酸触媒量の過マンガン酸イオンを加えた Lemieux-von Rudloff 試薬は、アルケンを酸化的に開裂させることができる。
{\displaystyle {\ce {>C=C<\ + HIO4\ +}}}{\displaystyle \ cat.}{\displaystyle {\ce {MnO4^- ->\ >=O\ + O=<}}}

## 過ヨウ素酸イオン
オルト過ヨウ素酸イオン（おるとかようそさんいおん、orthoperiodate, hexaoxoiodate(5-), IO5−
6) は6配位正八面体型であり、過ヨウ素酸イオン（かようそさんいおん、periodate, tetraoxoiodate, IO−
4)は過塩素酸イオンと同様に4配位正四面体型の陰イオンで、I−O結合距離は約180pmである。

## 過ヨウ素酸塩
オルト過ヨウ素酸塩（おるとかようそさんえん、orthoperiodate, hexaoxoiodate）には正塩および水素塩（酸性塩）が存在する。
銀塩には正塩(Ag5IO6)および三水素塩(Ag2H3IO6)などが存在し、いずれも水に難溶性である。三水素塩はナトリウム塩(Na2H3IO6)、カリウム塩(K2H3IO6)およびアンモニウム塩((NH4)2H3IO6)など比較的多く知られている。ナトリウム塩は二水素塩(Na3H2IO6)も知られ、水素塩としてはトリウム塩(ThHIO6)などが知られている。
また5配位のメソ過ヨウ素酸塩（めそかようそさんえん、mesoperiodate）も存在し、銀塩(Ag3IO5)、水素塩として鉛塩(PbHIO5)などが知られる。
過ヨウ素酸塩（メタ過ヨウ素酸塩、かようそさんえん、periodate, tetraoxoiodate）は過ヨウ素酸の水溶液をpH=2-3付近になるまで水酸化物で中和すると析出し、ナトリウム塩 (NaIO4) 、アンモニウム塩(NH4IO4)、など多く知られアンモニウム塩は加熱により爆発する。カリウム(KIO4)、ルビジウム(RbIO4)、セシウム(CsIO4)および銀塩(AgIO4)などは水に難溶性である。